# Afganistan na Mistrzostwach Świata w Lekkoatletyce 2011
Afganistan na Mistrzostwach Świata w Lekkoatletyce 2011 reprezentowany był przez jednego zawodnika.

## Występy reprezentantów Afganistanu

### Mężczyźni
| Konkurencja   | Zawodnik      | Runda 1    | Runda 1 | Runda 2  | Runda 2 | Półfinał | Półfinał | Finał    | Finał   |
| Konkurencja   | Zawodnik      | Rezultat   | Pozycja | Rezultat | Pozycja | Rezultat | Pozycja  | Rezultat | Pozycja |
| ------------- | ------------- | ---------- | ------- | -------- | ------- | -------- | -------- | -------- | ------- |
| Bieg na 100 m | Massoud Azizi | 11,64 (SB) | 26.     | NQ       | NQ      | NQ       | NQ       | NQ       | NQ      |